# جولييان أود
جولييان أود (بالإسبانية: Julián Aude) هو لاعب كرة قدم أرجنتيني في مركز الدفاع، ولد في مارس 2003 في لانوس في الأرجنتين. لعب مع نادي لانوس.

## وصلات خارجية
- جولييان أود على موقع الدوري الأمريكي (الإنجليزية)
- جولييان أود على موقع قاعدة بيانات كرة القدم.إي يو (الإنجليزية)
- جولييان أود على موقع Soccerway.com (الإنجليزية)